# 佩肯科柳山
15°48′48″S 68°35′39″W / 15.81333°S 68.59417°W
佩肯科柳山（P'iq'iñ Qullu），是玻利維亞的山峰，位於該國西部拉巴斯省的拉雷卡哈省，處於玻利維亞瑞阿爾山脈以北，屬於安第斯山脈的一部分，海拔高度4,875米。